# Объектно-реляционная СУБД
Объектно-реляционная СУБД (ОРСУБД) — реляционная СУБД (РСУБД), поддерживающая некоторые технологии, присущие объектно-ориентированным СУБД и реализующие объектно-ориентированный подход: объекты, классы и наследование реализованы в структуре баз данных и языке запросов.
Объектно-реляционными СУБД являются, например, широко известные Oracle Database, Informix, DB2, PostgreSQL.